# Frígola (licor)
La frígola és una marca registrada de família Marí Mayans, beguda estomacal típica de les Illes Pitiüses. Es fa amb la flor de la farigola, que es destil·la a un alambí. El licor resultant és dolç i de color ataronjat. Se sol servir freda, amb un glaçó de gel.

## Curiositats
Joan Miró bevia frígola amb Llorens Artigas i el seu fill quan acabaven les jornades de treball fent murals ceràmics.